# Паласьос, Эфраин
Эфраин Паласьос (исп. Efrain Palacios, род. 1969) — перуанский шахматист, национальный мастер.
Чемпион Перу 2009, 2010 и 2011 гг.
В составе сборной Перу участник шахматной олимпиады 2010 г. (сыграл 5 партий: 1 победа, 1 ничья, 3 поражения).
В 2009 г. представлял Перу в зональном турнире 2.4 (1 очко из 9, 9—10 места).